# Huechuraba
Huechuraba este un oraș și comună din provincia Santiago, regiunea Metropolitană Santiago, Chile, cu o populație de 74.070 locuitori (2012) și o suprafață de 44,8 km2.